# Nutbourne (Chichester)
Nutbourne – wieś w Anglii, w hrabstwie West Sussex, w dystrykcie Chichester. Leży 8 km na zachód od miasta Chichester i 91 km na południowy zachód od Londynu.